# 天野實咲
天野实咲（日语： Amano Misaki，1985年4月22日—），日本足球運動員，日本國家女子足球隊成員。

## 日本國家足球隊
她曾代表日本參加2007年國際足協女子世界盃。